# Гренсинген
Гренсинген (фр. Grentzingen) — упразднённая коммуна на северо-востоке Франции в регионе Эльзас — Шампань — Арденны — Лотарингия, департамент Верхний Рейн, округ Альткирш, кантон Альткирш. До марта 2015 года коммуна административно входила в состав упразднённого кантона Ирсенг (округ Альткирш). Упразднена и с 1 января 2016 года объединена с коммунами Обердорф и Энфлинген в новую коммуну Ильталь на основании Административного акта № 57 от 24 декабря 2015 года.
Площадь коммуны — 5,18 км², население — 552 человека (2006) с тенденцией к стабилизации: 545 человек (2012), плотность населения — 105,2 чел/км².

## Население
Численность населения коммуны в 2011 году составляла 543 человека, а в 2012 году — 545 человек.
| 1962 | 1968 | 1975 | 1982 | 1990 | 1999 | 2005 | 2006 | 2010 | 2011 | 2012 |
| ---- | ---- | ---- | ---- | ---- | ---- | ---- | ---- | ---- | ---- | ---- |
| 517  | 512  | 497  | 501  | 515  | 529  | 559  | 552  | 537  | 543  | 545  |

Динамика населения:

## Экономика
В 2010 году из 358 человек трудоспособного возраста (от 15 до 64 лет) 263 были экономически активными, 95 — неактивными (показатель активности 73,5 %, в 1999 году — 70,0 %). Из 263 активных трудоспособных жителей работали 246 человек (141 мужчина и 105 женщин), 17 числились безработными (7 мужчин и 10 женщин). Среди 95 трудоспособных неактивных граждан 35 были учениками либо студентами, 28 — пенсионерами, а ещё 32 — были неактивны в силу других причин.
На протяжении 2011 года в коммуне числилось 216 облагаемых налогом домохозяйств, в которых проживало 534 человека. При этом медиана доходов составила 23387 евро на одного налогоплательщика.

## Достопримечательности (фотогалерея)

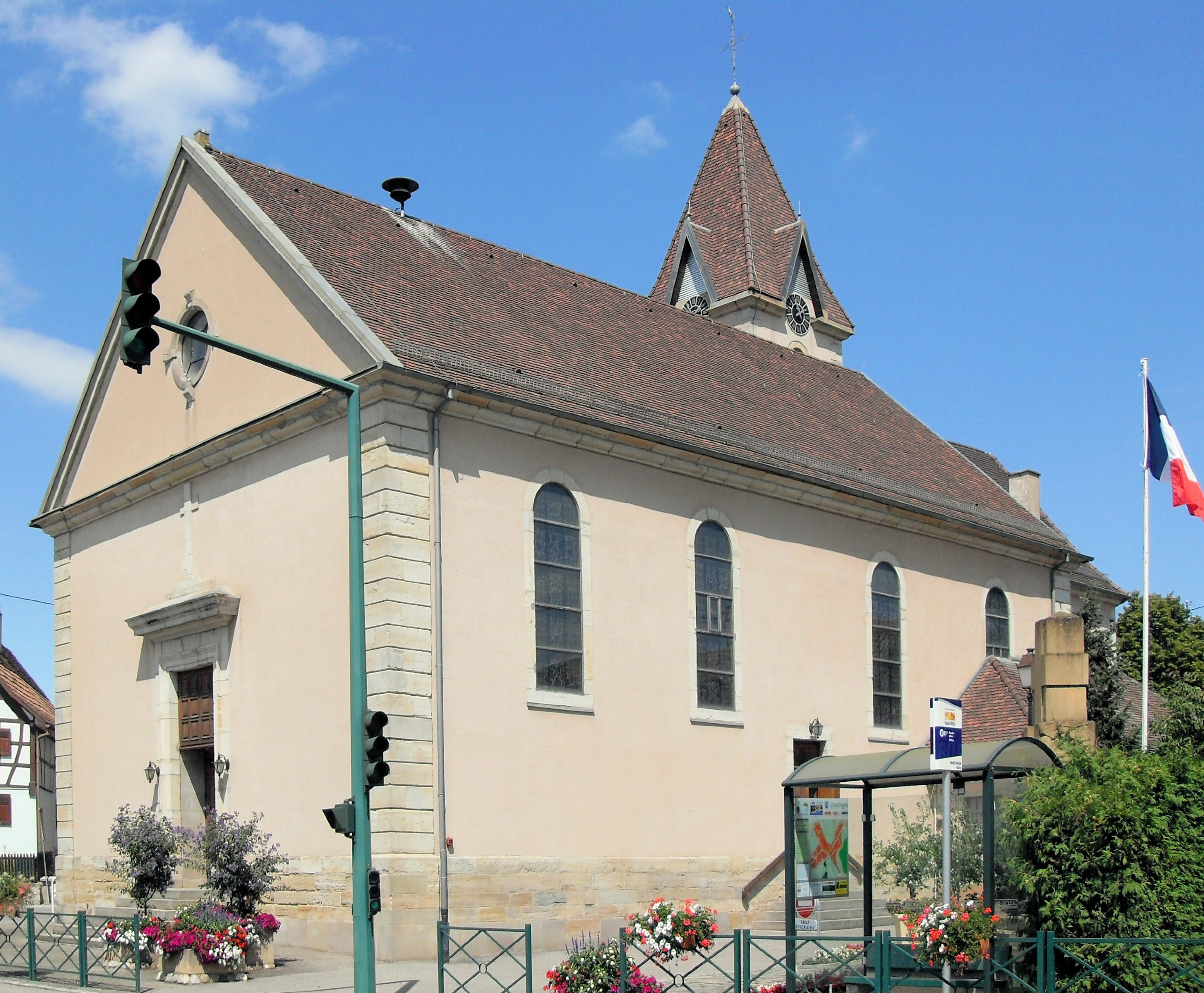
Церковь Сен-Мартен
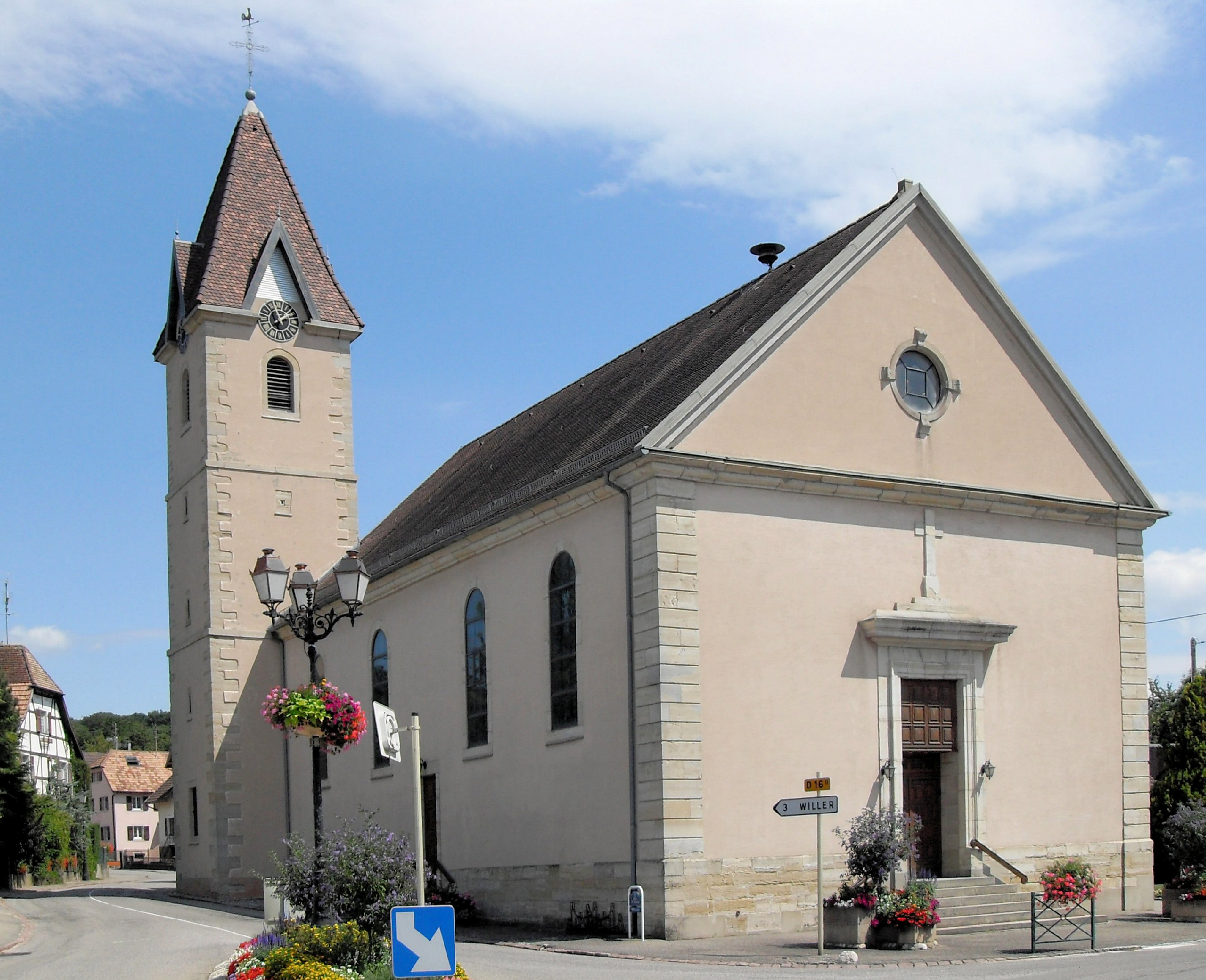
Колокольня